# フランシス・ザ・ミュート
『フランシス・ザ・ミュート』（Frances the Mute）は、アメリカ合衆国のバンド、マーズ・ヴォルタが2005年に発表した2作目のスタジオ・アルバム。日本で先行発売された。

## 背景
2004年1月に日本とオーストラリアでツアーを行ったマーズ・ヴォルタは、オーストラリアで本作のレコーディングを開始した。そして、2004年8月までレコーディングが続けられ、プエルトリコではカエルの鳴き声も録音された。
本作よりホアン・アルデレッテがベーシストとして加入。前作『ディラウズド・イン・ザ・コーマトリアム』（2003年）でベースを弾いたフリーは、今回は「ザ・ウィドウ」と「ミランダ・ザット・ゴースト・ジャスト・イズント・ホーリー・エニィモア」でトランペットを担当した。また、「ラ・ヴィア・ラ・ヴィアケス」ではジョン・フルシアンテがギター・ソロを弾いた。「カッサンドラ・ジェミニイ」はCDでは8トラックに分けて収録されたが、CDの裏ジャケットでは5部構成の曲として記載されている。

## 反響
アメリカのBillboard 200では4位に達し、バンド初のトップ10入りを果たして、2009年10月にはRIAAによってゴールドディスクに認定された。また、本作からのシングル「ザ・ウィドウ」はBillboard Hot 100で95位、『ビルボード』のモダン・ロック・チャートで7位、メインストリーム・ロック・チャートで25位に達した。
ノルウェーのアルバム・チャートでは初登場1位を記録し、3週連続でトップ10入りした。

## 収録曲
全曲ともオマー・ロドリゲス・ロペスとセドリック・ビクスラー・ザヴァラの共作。
1. キュクノス…ヴィスムンド・キュクノス - "Cygnus....Vismund Cygnus" - 13:02
  - A. サーコファガイ - "Sarcophagi"
  - B. アンビリカル・シラブルズ - "Umbilical Syllables"
  - C. ファシリス・デセノス・アヴェルニ - "Facilis Descenus Averni"
  - D. コン・サフォ - "Con Safo"
2. ザ・ウィドウ - "The Widow" - 5:50
3. ラ・ヴィア・ラ・ヴィアケス - "L'Via L'Viaquez" - 12:21
4. ミランダ・ザット・ゴースト・ジャスト・イズント・ホーリー・エニィモア - "Miranda That Ghost Just Isn't Holy Anymore" - 13:09
  - A. ヴェイディ・ミーカム - "Vade Mecum"
  - B. ポア・アナザー・アイスピック - "Pour Another Icepick"
  - C. ピサシス - "Pisacis (Phra-Men-Ma)"
  - D. コン・サフォ - "Con Safo"
5. カッサンドラ・ジェミナイ - "Cassandra Gemini" - 32:28
  - A. タランティズム - "Tarantism"
  - B. プラント・ア・ネイル・イン・ザ・ネイヴァル・ストリーム - "Plant a Nail in the Naval Stream"
  - C. ファミンパルス - "Faminpulse"
  - D. マルチプル・スパウス・ウーンズ - "Multiple Spouse Wounds"
  - E. サーコファガイ - "Sarcophagi"

## 参加ミュージシャン
- オマー・ロドリゲス・ロペス - ギター、シンセサイザー
- セドリック・ビクスラー・ザヴァラ - ボーカル
- アイザイア・アイキー・オーウェンズ - キーボード
- ホアン・アルデレッテ - ベース
- ジョン・セオドア - ドラム
- マルセル・ロドリゲス・ロペス - パーカッション

アディショナル・ミュージシャン
- フリー - トランペット
- ジョン・フルシアンテ - ギター
- ラリー・ハーロウ - ピアノ、クラビネット
- エイドリアン・テラサス・ゴンサレス - フルート、サックス
- レニー・カストロ - パーカッション
- デヴィッド・キャンベル - ストリングス・アレンジ、ホーン・アレンジ、指揮
- Salvador (Chava) Hernandez - トランペット
- Wayne Bergeron - トランペット
- ランディ・ジョーンズ - チューバ
- ロジャー・マニング - ピアノ
- Nicholas Lane - トロンボーン
- William Reichenbach - バス・トロンボーン
- Larry Corbett - チェロ
- スージー片山 - チェロ
- Fernano Moreno - ヴァイオリン
- Erick Hernandez - ヴァイオリン
- Diego Casillas - ヴァイオリン
- Ernesto Molina - ヴァイオリン
- Joel Derouin - ヴァイオリン
- Roberto Cani - ヴァイオリン
- Mario De Leon - ヴァイオリン
- Peter Kent - ヴァイオリン
- Josefina Vergara - ヴァイオリン
- The Coqui of Puerto Rico